# Transportna ATPaza mitohondrijalnog proteina
Transportna ATPaza mitohondrijalnog proteina (EC 3.6.3.51) je enzim sa sistematskim imenom ATP fosfohidrolaza (import mitohondrijskog proteina). Ovaj enzim katalizuje sledeću hemijsku reakciju
ATP + 2O {\displaystyle \rightleftharpoons } ADP + fosfat
Ova nefosforilisana ATPaza učestvuje u transportu proteina.

## Literatura
- Nicholas C. Price; Lewis Stevens (1999). Fundamentals of Enzymology: The Cell and Molecular Biology of Catalytic Proteins (Third изд.). USA: Oxford University Press. ISBN 019850229X.
- Eric J. Toone (2006). Advances in Enzymology and Related Areas of Molecular Biology, Protein Evolution (Volume 75 изд.). Wiley-Interscience. ISBN 0471205036.
- Branden C; Tooze J. Introduction to Protein Structure. New York, NY: Garland Publishing. ISBN 0-8153-2305-0.
- Irwin H. Segel. Enzyme Kinetics: Behavior and Analysis of Rapid Equilibrium and Steady-State Enzyme Systems (Book 44 изд.). Wiley Classics Library. ISBN 0471303097.
- William P. Jencks (1987). Catalysis in Chemistry and Enzymology. Dover Publications. ISBN 0486654605.

## Spoljašnje veze
- Mitochondrial+protein-transporting+ATPase на 